# Tsend-Ochir Tsogtbaatar
Tsend-Ochir Tsogtbaatar (16 marzo 1996) è un judoka mongolo.
Nel 2016 ha partecipato ai Giochi olimpici di Rio de Janeiro vincendo al primo turno per ippon contro il guatemalteco José Ramos e al secondo turno per 11-0 contro il finlandese Juho Reinvall venendo però eliminato agli ottavi di finale dal sudcoreano Kim Won-jin.

## Palmarès
- Giochi olimpici

Tokyo 2020: bronzo nei 73 kg.
- Campionati asiatici

Tashkent 2016: oro nei -73kg.
- Campionati mondiali junior:

Fort Lauderdale 2014: argento nei -60kg.
Abu Dhabi 2015: argento nei -60kg.
- Campionati asiatici junior:

Hong Kong 2014: argento nei -66kg.
- Campionati mondiali cadetti:

Miami 2013: bronzo nei -60kg.
- Campionati mondiali:

Tashkent 2022: Oro nei -73kg;
- Campionati asiatici junior:

Hainan 2013: bronzo nei -50kg;
Taipei 2012: argento nei -50kg;

### Vittorie nel circuito IJF
| Data          | Località     | Paese  | Categoria |
| ------------- | ------------ | ------ | --------- |
| 17 marzo 2018 | Ekaterinburg | Russia | Gran Slam |